# Адлер, Раиса Тимофеевна
Раи́са Тимофе́евна А́длер (урождённая Эпште́йн, нем. Raissa Timofejewna Adler / Epstein; 9 ноября 1872, Москва, Российская империя — 21 апреля 1962, Нью-Йорк, США) — русская и австрийская деятельница феминизма, троцкистка. Жена психиатра Альфреда Адлера.

## Биография
Родилась в еврейской купеческой семье. Её отец, потомственный почётный гражданин Тимофей Моисеевич Эпштейн (1850—?), жил с женой Анной Захаровной и детьми в собственном доме № 6 в Хлебном переулке. С 1898 года — директор правления Московского товарищества резиновой мануфактуры. Её дед, купец первой гильдии Моисей Тимофеевич Эпштейн (1832—?), перебравшись из Таганрога в Москву, в 1879 году открыл на Арбате механическое заведение «М. Т. Эпштейн с сыновьями», владел домами № 12, 14 и 16 в Хлебном переулке.
Получила домашнее начальное образование, в 1895 году уехала из Российской империи в Швейцарию по той причине, что не имела права получить высшее образование на родине. В Цюрихе в течение трёх семестров изучала биологию, в конце 1896 года осела в Австрии, в Вене, где присоединилась к местным феминисткам. Встретила там Альфреда Адлера и вышла за него замуж в 1897 году в Смоленске. В браке родились четверо детей: Валентина (1898), Александра (1901), Курт (1905) и Корнелия (1909). Благодаря своей вере в свободу мысли и убеждений Раиса установила контакт с эмигрировавшими из Российской империи революционерами, а при помощи эмигрировавшей из России Алины Фюртмюллер Раиса познакомилась с Львом Троцким, с которым сотрудничала с 1929 года.
Адлер вошла в состав Венского горсовета вместе с Юлиусом Тандлером и Маргарете Хильфердинг в комитет по делам женщин и стала соучредительницей Комитета помощи Международной солидарности трудящихся в Австрии, а также вошла в комитет Красной помощи и в Коммунистическую партию Австрии. В начале 1930-х годов состояла в Обществе индивидуальной психологии. После гражданской войны в феврале 1934 года была арестована за свои убеждения и пробыла в тюрьме в течение двух дней, вследствие чего семья Адлеров эмигрировала в 1935 году в США. После Второй мировой войны Раиса Адлер была председателем исполкома Ассоциации индивидуальной психологии в Нью-Йорке, а в 1954 году избрана почётным президентом Совета.

## Семья
Брат отца — Ефим (Ехиель) Моисеевич Эпштейн (1857—1939), русский экономист, публицист и финансист, автор трудов по истории денежного обращения, банковского и биржевого дела в России и других странах. Директор банкирского дома «Братья Джамгаровы» в Москве (1890-е годы), директор московского отделения Петербургского Международного коммерческого банка (1900-е годы), член правления Азовско-Донского банка в Петербурге (1910-е годы). Преподавал в Петербургском и Московском коммерческих институтах. Публиковался в журнале «Юридический вестник», автор монографий «Бумажные деньги в Италии, Австрии и Северо-Американских Соединённых Штатах» (1895), «Банковое дело: Лекции, читанные в Московском коммерческом институте в 1909/10 акад. г» (4 издания, 1910—1917), «Эмиссионные и кредитные банки в новейшей эволюции народного хозяйства» (1913), «Les Banques de commerce russes» (1925), «La Circulation monétaire et les banques de dépot» (1936), «Российские коммерческие банки (1864—1914 гг.): Роль в экономическом развитии России и их национализация» (2011, русское издание). В эмиграции во Франции. Его сын (двоюродный брат Раисы Адлер) — Самуил Ефимович Эпштейн (1887—1942), юрист, член правления Азовско-Донского коммерческого банка, директор Общества Северной бумажной целлюлозной фабрики, в эмиграции кинопродюсер; погиб в депортации. Другой сын, Михаил Ефимович Эпштейн (1896—1942), инженер-электрик и физик, был женат на французской писательнице Ирэн Немировской (оба были депортированы и погибли).